# Гунскирхен
Гунскирхен (нем. Gunskirchen) — ярмарочная коммуна (нем. Marktgemeinde) в Австрии, в федеральной земле Верхняя Австрия. 
Входит в состав округа Вельс. Население составляет 5375 человек (на 31 декабря 2005 года). Занимает площадь 36 км². Официальный код — 41808.

## История
Во время Второй мировой войны здесь был концентрационный лагерь, один из филиалов Маутхаузена. Основным назначением лагеря, начавшего функционировать 12 марта 1945 года, было содержание в особо тяжёлых условиях как можно большего количества заключённых.
Заключённые прибывали в Гунскирхен из Маутхаузена, обычно из его палаточного лагеря, или из других лагерей после перевозки в вагонах для скота или маршей смерти. В апреле 1945 года в лагере было 7 недостроенных бараков, в которых размещалось, по приблизительным оценкам, от 17 до 20 тысяч человек. Лагерь был освобождён 5 мая войсками 71-й пехотной дивизии США.

## Местная власть
Бургомистр коммуны — Карл Грюнауэр (СДПА) по результатам выборов 2003 года.
Совет представителей коммуны (нем. Gemeinderat) состоит из 31 места.
- СДПА занимает 15 мест.
- АНП занимает 12 мест.
- АПС занимает 4 места.